# Пељешка флотила морнарице НОВЈ
Пељешка флотила морнарице НОВЈ формирана је октобра 1943; располагала је са 4 патролна чамца — рибарским леутима и моторним чамцима, наоружаним митраљезима 8мм. Посаде су имале лично наоружање (пушке, ручне бомбе). Формирањем флотиле почело је редовно ноћно патролирање у Неретванском каналу, нарочито испред ушћа реке Неретве, ради напада на непријатељски поморски саобраћај и спречавање искрцавања на Пељешац. Тако су 5. октобра 1943. два патролна чамца флотиле, која су патролирала у Неретванском каналу, осујетила покушај Немаца да се са 6 гумених чамаца и моторним једрењаком искрцају на Пељешац код луке Драче. Одлуком Штаба IV оперативне зоне од 11. октобра 1943. Флотила је ушла у састав Групе јужнодалматинских флотила, а после повлачења 13. јужнодалматинске бригаде са Пељешца на Корчулу, ноћу 10/11. новембра, патролни чамци Флотиле ушли су у састав Корчуланске флотиле